# Zbigniew Galperyn
Zbigniew Feliks Galperyn, ps. „Antek” (ur. 18 maja 1929 w Warszawie, zm. 23 września 2021) – polski ekonomista i działacz kombatancki, podpułkownik Wojska Polskiego, żołnierz Szarych Szeregów i Armii Krajowej, powstaniec warszawski. Prezes Związku Powstańców Warszawskich.

## Życiorys
Syn Józefa i Heleny. Urodził się w Warszawie. Jego starszy brat, Zdzisław Józef Galperyn (1927–2004), również był członkiem Armii Krajowej i powstańcem warszawskim.
Od grudnia 1942 był członkiem Szarych Szeregów. W drugiej połowie 1943 wstąpił do Armii Krajowej. Na początku 1944 przeszedł przeszkolenie wojskowe i złożył przysięgę wojskową. Brał udział w powstaniu warszawskim jako strzelec w batalionie „Chrobry I”. Za żołnierskie dokonania otrzymał Krzyż Walecznych jako jeden z najmłodszych żołnierzy AK wyróżnionych tym odznaczeniem. Uczestniczył w walkach na Woli, w Śródmieściu i na Starym Mieście. 24 sierpnia został ciężko ranny w Pasażu Simonsa. Przebywał w szpitalu wojskowym; Warszawę opuścił wraz z rannymi na początku września. Dotarł do szpitala w Milanówku, następnie przebywał w Krakowie.
Po wojnie początkowo pracował w zakładzie rzemieślniczym w Skolimowie. W 1950 zdał egzamin maturalny, po czym studiował na Wydziale Prawa i Administracji Uniwersytetu Warszawskiego. Pracował jako ekonomista, był zatrudniony m.in. przy odbudowywaniu Skopje po trzęsieniu ziemi w 1963. Był sekretarzem i wiceprezesem Towarzystwa Urbanistów Polskich.
W latach 1982–1989 był pracownikiem Ministerstwa Ochrony Środowiska i Zasobów Naturalnych. W tych latach, według informacji mediów, był zarejestrowany przez Departament VI MSW jako tajny współpracownik Służby Bezpieczeństwa o pseudonimie „Adam” w charakterze konsultanta. Zaangażował się również w działalność społeczną i kombatancką, był pierwszym wiceprezesem oraz sekretarzem Związku Powstańców Warszawskich. Następnie objął funkcję prezesa związku, którą sprawował do śmierci w 2021.
29 września 2021 został pochowany na cmentarzu Wojskowym na Powązkach w Warszawie (kwatera D22/12/2).

## Odznaczenia i wyróżnienia
- Krzyż Komandorski Orderu Odrodzenia Polski (2014)[13]
- Krzyż Oficerski Orderu Odrodzenia Polski (2006)[14]
- Krzyż Kawalerski Orderu Odrodzenia Polski[15]
- Krzyż Walecznych (1944)[1]
- Medal „Pro Patria” (2012)[16]
- Nagroda Miasta Stołecznego Warszawy[15]
- Odznaka „Weteran Walk o Wolność i Niepodległość Ojczyzny”
- Krzyż Kawalerski Orderu Zasługi Republiki Federalnej Niemiec (2015)[17]
- Medal Stulecia Odzyskanej Niepodległości (2019)[18][19]

## Upamiętnienie
W 2022 odsłonięto tablicę pamiątkową na budynku przy ul. Długiej 22, będącym siedzibą Związku Powstańców Warszawskich.